# Martínkovice
Martínkovice (německy Märzdorf) jsou obec v okrese Náchod v Královéhradeckém kraji. Žije zde 524 obyvatel.

## Poloha
Martínkovice, vzdálené asi pět kilometrů jihovýchodním směrem od Broumova, leží v mírně zvlněné krajině, která před 350 miliony let tvořila dno rozsáhlého jezera. Obec Martínkovice se rozkládá podél Martínkovického potoka, který pramení v Broumovských stěnách. Nejvyšším bodem je vrchol v Broumovských stěnách v blízkosti Velké kupy (708 m n. m.) o nadmořské výšce 734 m. Nejnižší místo 375 m n. m. se nachází u soutoku Martínkovického potoka a řeky Stěnavy.

## Historie

### První osídlení
Ze starší doby kamenné svědčí archeologické nálezy o přechodném výskytu lovců v této oblasti. Ta však od konce 5. století pustla a zarůstala pralesem. Po celý raný středověk zůstala neosídlená.
První písemná zmínka o obci pochází z roku 1255, kdy se v souvislosti s obchodní stezkou z Broumova do Kladska hovoří o českých osadách; jednou z nich je Březnice, dnešní Martínkovice.
Král Přemysl Otakar I. povolal prostřednictvím opatů broumovského kláštera Martina (1253–1278) a Bavora (1290–1332) rolníky z Durynska a Flander, aby zde zakládali vesnice po vzoru vesnic německých. Podél potoka vznikala lánová (přípotoční) vesnice. Březnici noví osadníci přejmenovali na Martinsdorf (též se uvádí Villa Martini nebo Mertensdorf, Marzdorf, Martinkowicze a Maerzdorf) a čeští obyvatelé s Němci postupně splynuli.

### Feudální období
V roce 1677 jsou Martínkovice vedeny v urbáři jako druhá největší vesnice z 19 vesnic broumovského panství: žilo v nich 45 sedláků, 32 chalupníci a dávky, které odváděli, byly stejné jako dávky nejvýznamnější vesnice Broumovska Křinice.
V Martínkovicích stál i velký panský dvůr s ovčínem pro 300 ovcí.
Robotní povinnosti byly velice kruté vždy, ale v roce 1756, kdy klesl v Martínkovicích počet sedláků na 30, se staly otřesnými. Bylo nařízeno místo 1 925 dnů potažní roboty 3 692 dnů a k tomu 2 028 dní roboty ruční. Jinými slovy každý sedlák musel vykonat 147 dnů roboty ročně. Životní podmínky se staly až nelidskými neb třetinu roku tvořily svátky, kdy se nesmělo pracovat, druhou třetinu roku se robotovalo a jen poslední třetina roku zbývala na vlastní práci. Jelikož však potah, mnohdy i dva, musel sedlák živit celý rok, docházelo k tomu, že se sedláci potahů zbavovali a tím se z nich stávali chalupníci a domkáři se zanedbatelnou povinností 12denní roboty.
Martínkovice chudly.
V roce 1847 měla vesnice 1476 obyvatel.
Statky, které se v Martínkovicích dochovaly, většinou pocházejí právě z 19. století. Jedná se o zcela ojedinělé zděné stavby, které svým objemem, prostorovým uspořádáním, použitými stavebními prvky a členěním fasád - zvláště pak štítů - jsou výjimečné v České republice; říká se jim statky broumovského typu.

### Nástup kapitalismu
Rok 1848 znamenal zrušení feudálního systému a nástup kapitalismu. Martínkovice získaly samosprávu a podléhaly přímo okresnímu úřadu v Broumově, nikoli vrchnostenskému.
V Martínkovice obdržely právo zpracování bavln. Zdejší tkalcovna zpracovávala původně len byla přestavěna na zpracování bavlněného zboží. Byla založena i přadlácká škola.
V letech 1888 až 1889 postavil továrník Moritz Schur tovární domy pro dělníky. Zaměstnával více než 600 lidí, kteří vyráběli jakostní a rozmanité bavlněné látky, např. se zde tkaly damašky, materiál na ubrusy a prostírání, později i hedvábí, používané ve druhé světové válce na výrobu padáků.
Nejvyšší počet obyvatel 1797 bylo dosaženo v letech 1912–1913.
V letech hospodářské krize, tedy koncem roku 1930, vyplácel Moritzův syn Josef podporu propuštěným dělníkům. V roce 1933 však už pracovalo ve fabrice jen 70 tkalců.
Josef Schur tedy prodal tkalcovnu jejímu řediteli Ing. Schmidtovi. Ten měl do září 1945 zajištěn odbyt, pak byl nahrazen národním správcem Augustinem Přibylem .
Provoz tkalcovny byl postupně likvidován (od roku 1963), mnoho lidí odešlo za prací do vnitrozemí a v roce 1995 byl provoz ukončen úplně.
V roce 1939 bylo v obci 291domů a 1456 obyvatel, 49 % obyvatel pracovalo v průmyslu a 24 % v zemědělství a lesnictví.

### Život mezi dvěma válkami a po nich
Před první válkou byla obec elektrifikována, k tkalcovně přibyla nudlárna (po válce se v ní vyráběla kružidla; dnes je uzavřená). Henleinovci ve 30. letech 20. století nabírali na síle, takže ke konci roku 1937 bylo soužití Čechů s Němci již nemožné.
Za druhé války sudetští Němci ze svého nadšení nad ´osvobozením´ vystřízlivěli. Místní partyzánská jednotka o 70 mužích v květnu 1945 odzbrojila 6 000 německých vojáků (bez boje). Zákroku Rudé armády nebylo vůbec zapotřebí, v Martínkovicích byl klid.
Z vnitrozemí začali přicházet zájemci o zemědělské usedlosti, živnosti i domky. Znovu se budovala česká vesnice, vznikaly spolky např. hasičů, sportovní, myslivecký, hudební, divadelní, Svaz důchodců, mládeže...
JZD bylo založeno 28. září 1949, brzy však zaniklo, ale roku 1952 (v únoru) vzniklo druhé. Rozpadlo se roku 1991.

### Současnost
Martínkovice jsou součástí CHKO Broumovsko. Do části obce zasahuje národní přírodní rezervace Broumovské stěny, vyhledávaná turisty pro četné pískovcové útvary, vyhlídky, rokle.
V obci působí 5 zemědělských podnikatelských subjektů, 1 firma zabývající se prodejem a servisem zemědělské techniky a pila, dále zde podnikají 2 truhláři, klempíř, pokrývač.
Na katastrálním území obce v prostoru bývalého vojenského zajateckého tábora je provozováno Benediktinským aeroklubem Broumov letiště Broumov.

### Turistika
Centrem obce prochází  cyklotrasa 4000,  cyklotrasa 4303. V západní části protínají území obce  cyklotrasa 4001 a od rozcestníku Pod Velkou Kupou začíná  cyklotrasa 4004. Na vyhlídku Kamenná brána vede  žlutá turistická stezka a od rozcestníku Zaječí rokle začíná  zelená turistická stezka.

## Obyvatelstvo
| Rok            | 1869  | 1880  | 1890  | 1900  | 1910  | 1921  | 1930  | 1950 | 1961 | 1970 | 1980 | 1991 | 2001 | 2011 | 2021 |
| -------------- | ----- | ----- | ----- | ----- | ----- | ----- | ----- | ---- | ---- | ---- | ---- | ---- | ---- | ---- | ---- |
| Počet obyvatel | 1 527 | 1 456 | 1 431 | 1 641 | 1 797 | 1 597 | 1 628 | 841  | 787  | 682  | 633  | 541  | 550  | 509  | 475  |
| Počet domů     | 248   | 254   | 246   | 228   | 236   | 240   | 268   | 241  | 174  | 165  | 143  | 179  | 177  | 181  | 189  |

## Obecní správa

### Obecní symboly
Znak a vlajka byly obci uděleny rozhodnutím předsedy Poslanecké sněmovny Parlamentu České republiky dne 18. března 2003.

## Pamětihodnosti
- Kostel svatého Jiří a svatého Martina: krajinu na Broumovsku bohatí benediktini posvětili v 17. a 18. století církevními architektonickými skvosty. Patří k nim i skupina barokních kostelů z dílny Martina Allia a Kryštofa a Kiliána Ignáce Dientzenhoferů. Martínkovický kostel sv. Jiří a sv. Martina se vypíná nad řekou Stěnavou v dolní části obce. Je poprvé uváděn roku 1384 jako kostel farní. V roce 1650 k němu byla přistavěna kamenná věž, která jediná se zachovala při stavbě kostela nového (v raně barokním stylu) v letech 1692 až 1698 podle projektu Martina Allia. Hlavní oltář je zdoben monumentálními sochami sv. Vavřince a Štěpána z období kolem roku 1700. Socha Madony ze začátku 15. století, která patří k hlavnímu oltáři, byla spolu s dalším vzácným inventářem uložena do depozitáře. Stalo se tak poté, co zde roku 1992 uloupili sochu Madony z výklenku na jižní straně presbytáře. Autorem nástropní malby je Felix Antonín Scheffler. Vedle kostela stojí fara ze 17. století s hospodářskými budovami. Údajně bývala propojena podzemní chodbou s hostincem pod kostelem.[14]
- Vojenský hřbitov z let 1914–1918 a 1939–1945: v roce 1915 byl mezi Martínkovicemi a Broumovem zbudován velký zajatecký tábor pro až 30 000 Rusů, Srbů, Rumunů, Černohorců, Italů aj. Více než dva tisíce jich zahynuly ´díky´ infekční epidemii a jsou pohřbeny v hromadných hrobech na tzv. vojenském hřbitově. Pro zhruba 400 rakouských vojáků bylo zřízeno na vojenském hřbitově zvláštní oddělení. Zajatci byli v táboře zaměstnáváni: rozvedli vodovod, postavili nové baráky, parní lázně, pekárnu a zemřelým kamarádům zbudovali podle návrhu zajatého ruského inženýra památník. Během 2. světové války zde bylo pohřbeno 122 ruských zajatců. Utrpení srbských válečných zajatců z první světové války se věnuje dokumentární film režiséra Snajina Miriće – nazvaný Sedm tisíc duší. Film rekonstruuje život v zajateckých táborech podle fotografií, které v Broumově pořídil táborový lékař Georg Langer a na jejichž základě vznikla kniha Petra Bergmanna Lager Broumov / Braunau, 1915-1918.[15]
- Socha Panny Marie u silnice do Křinic[16]
- Barokní most přes Stěnavu
- Dvě křížové cesty:
  - křížová cesta u hřbitovní zdi ve východní části obce je tvořena kamennými kapličkami z 19. století s obrázky na plechu. V ohradní zdi hřbitova stojí také márnice
  - křížová cesta u kaple Svaté Anny v západní části obce pod Broumovskými skalami (z roku 1798, do původní podoby obnovená a vysvěcená v roce 1999). Roku 2011 byla jednotlivá zastavení doplněna obrázky od martínkovického občana Přemysla Volfa

## Galerie

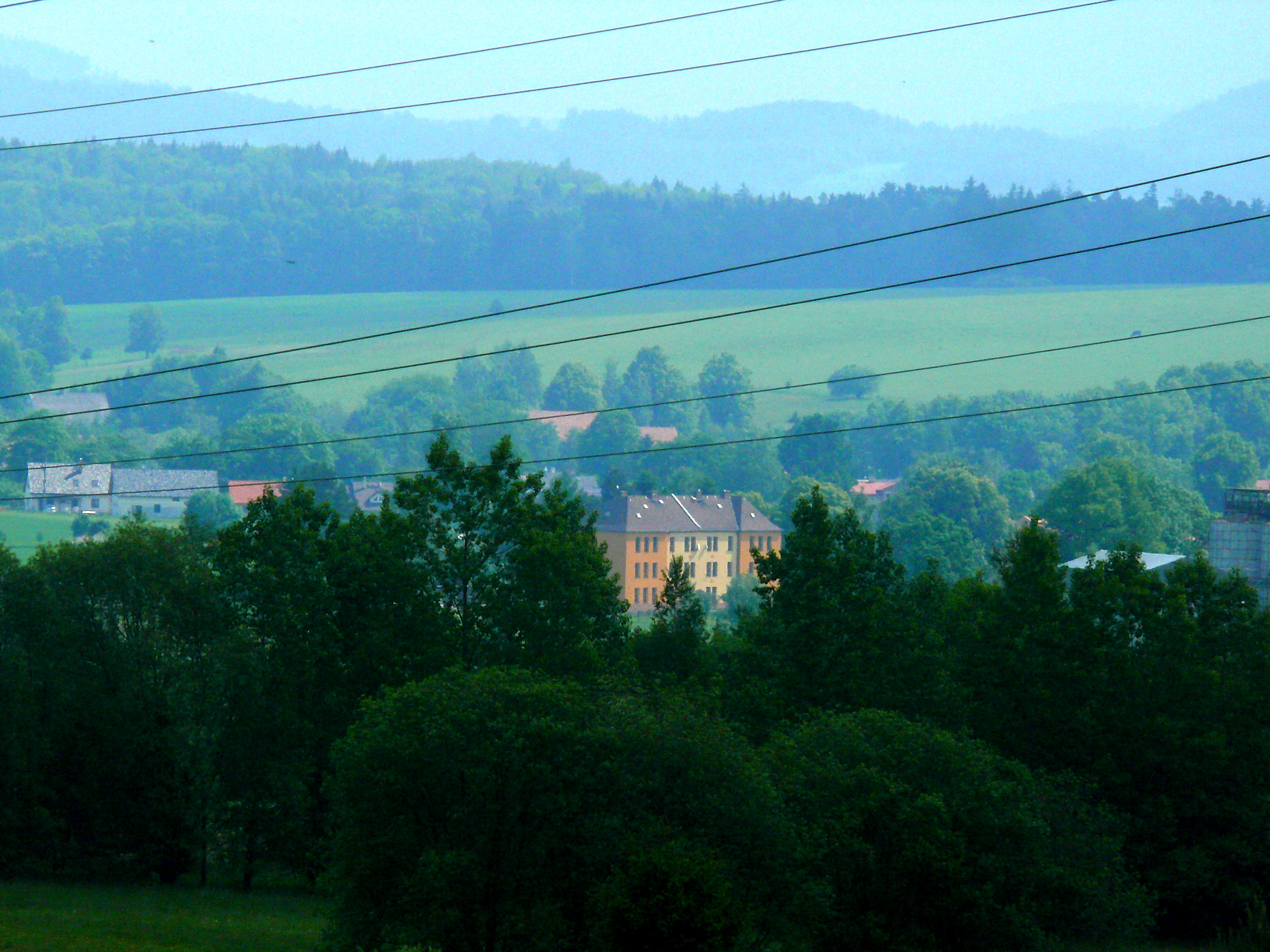
Pohled na Martínkovice od kaple sv. Anny
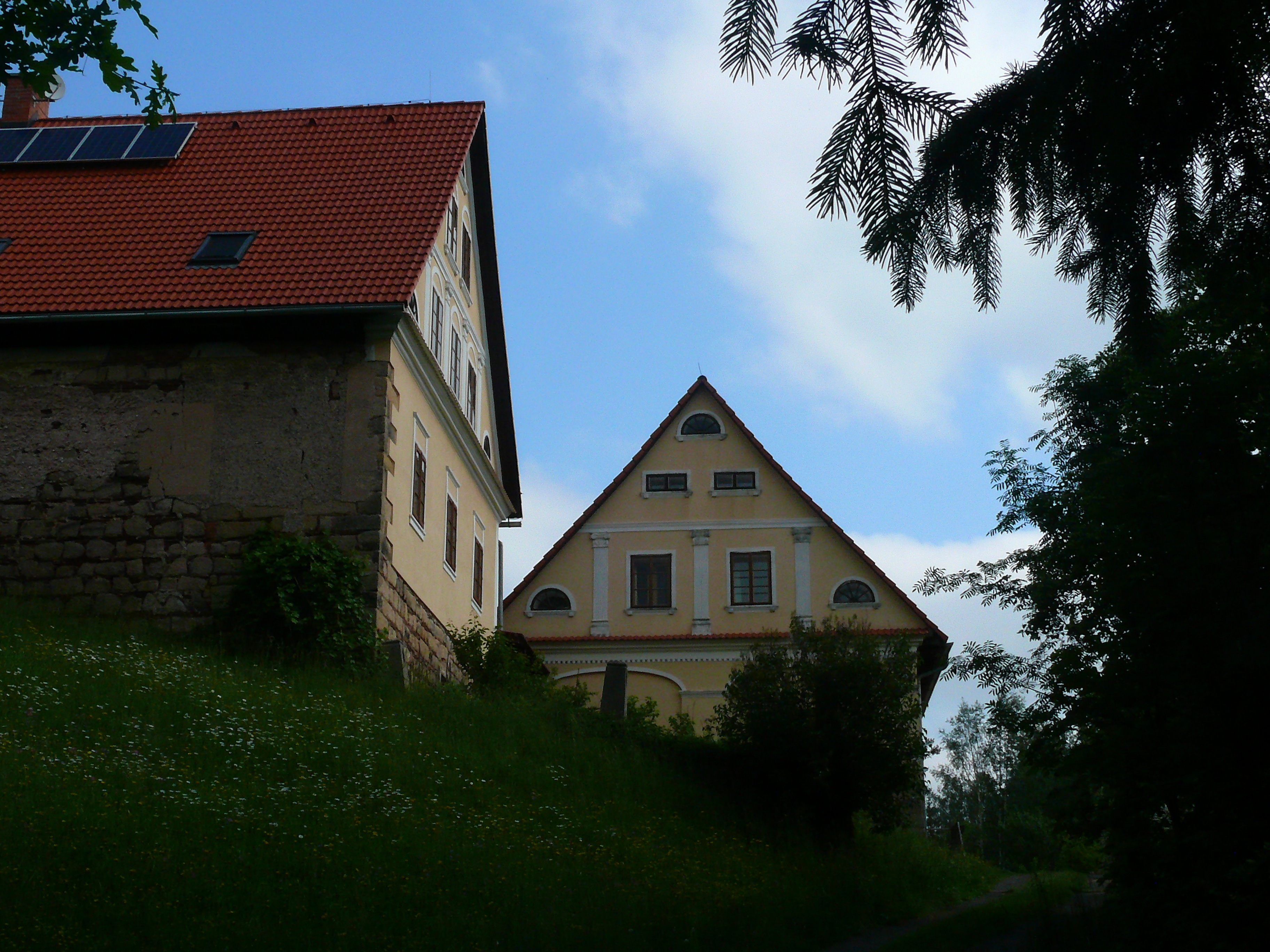
Statek čp. 204 a 205
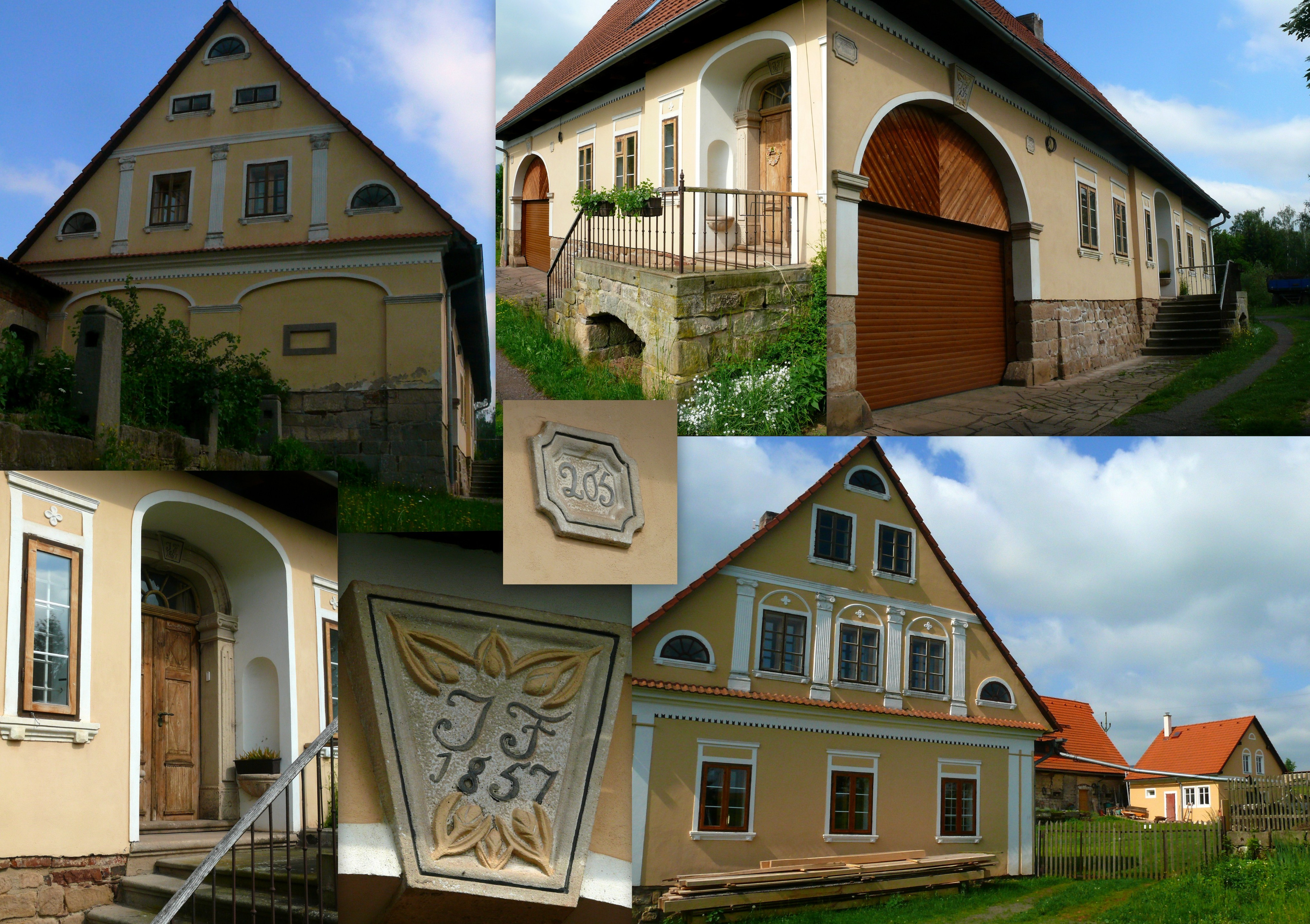
Statek čp. 205, detaily
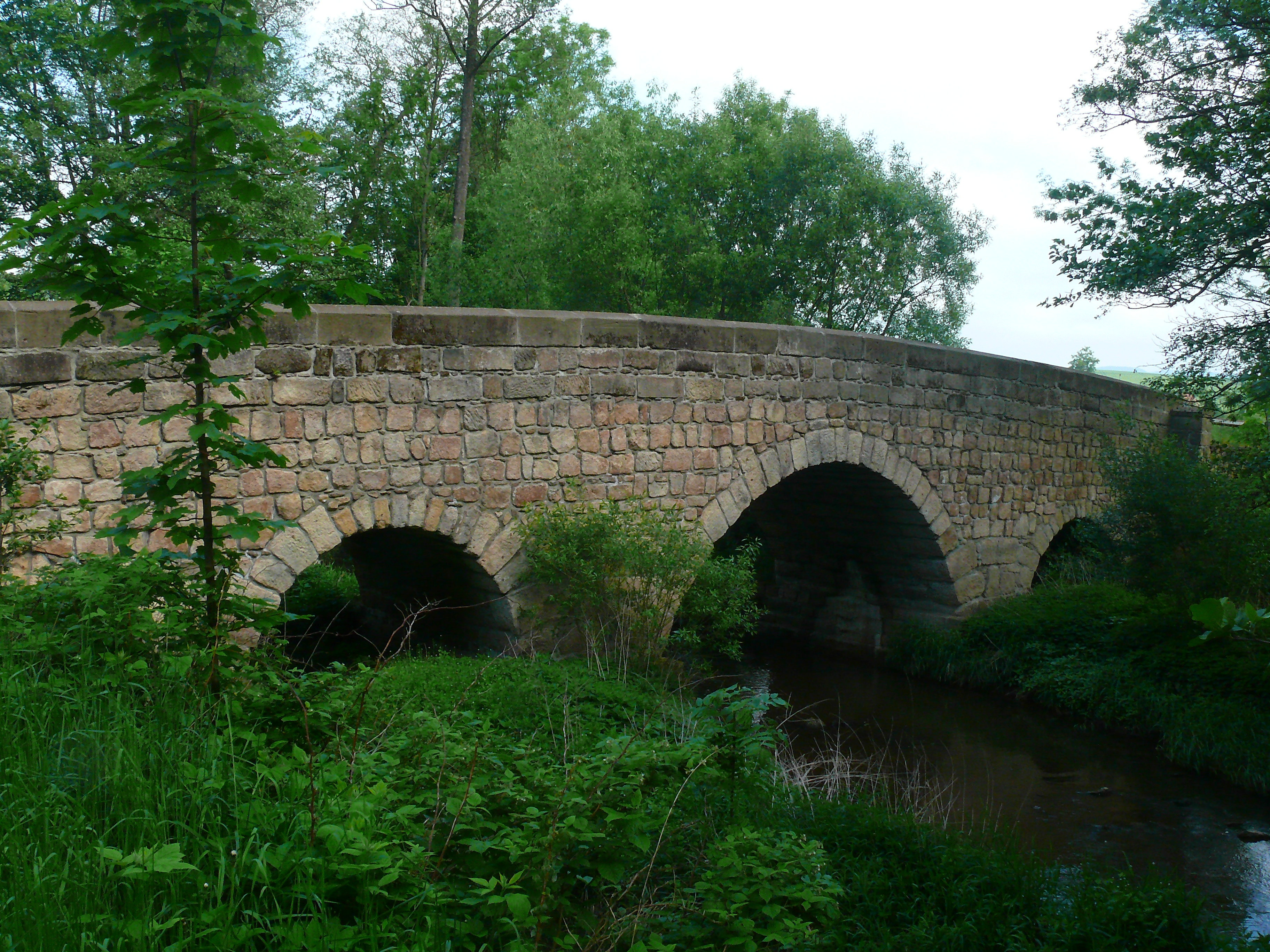
Kamenný most v Martínkovicích
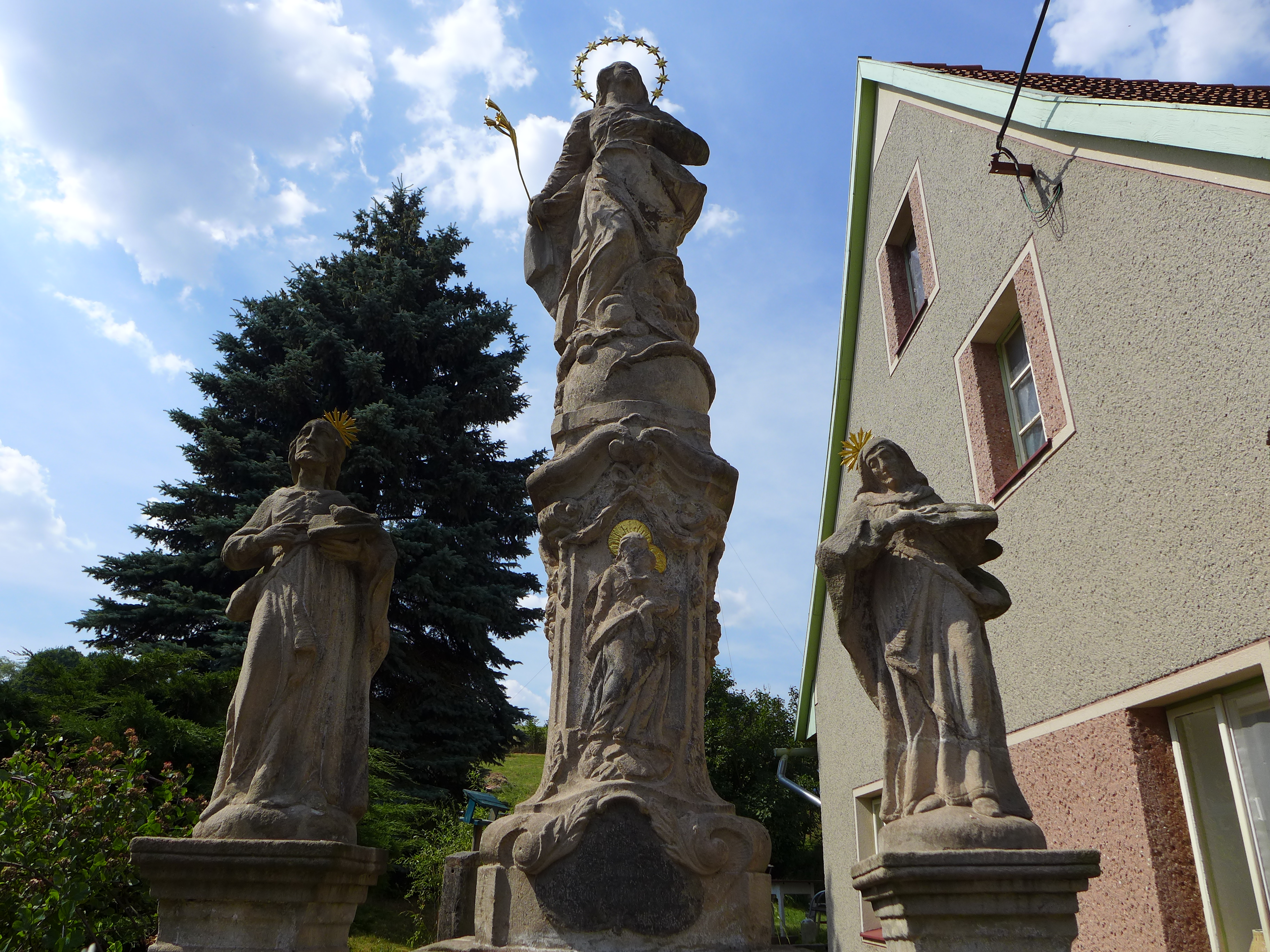
Sousoší Panny Marie Immaculaty
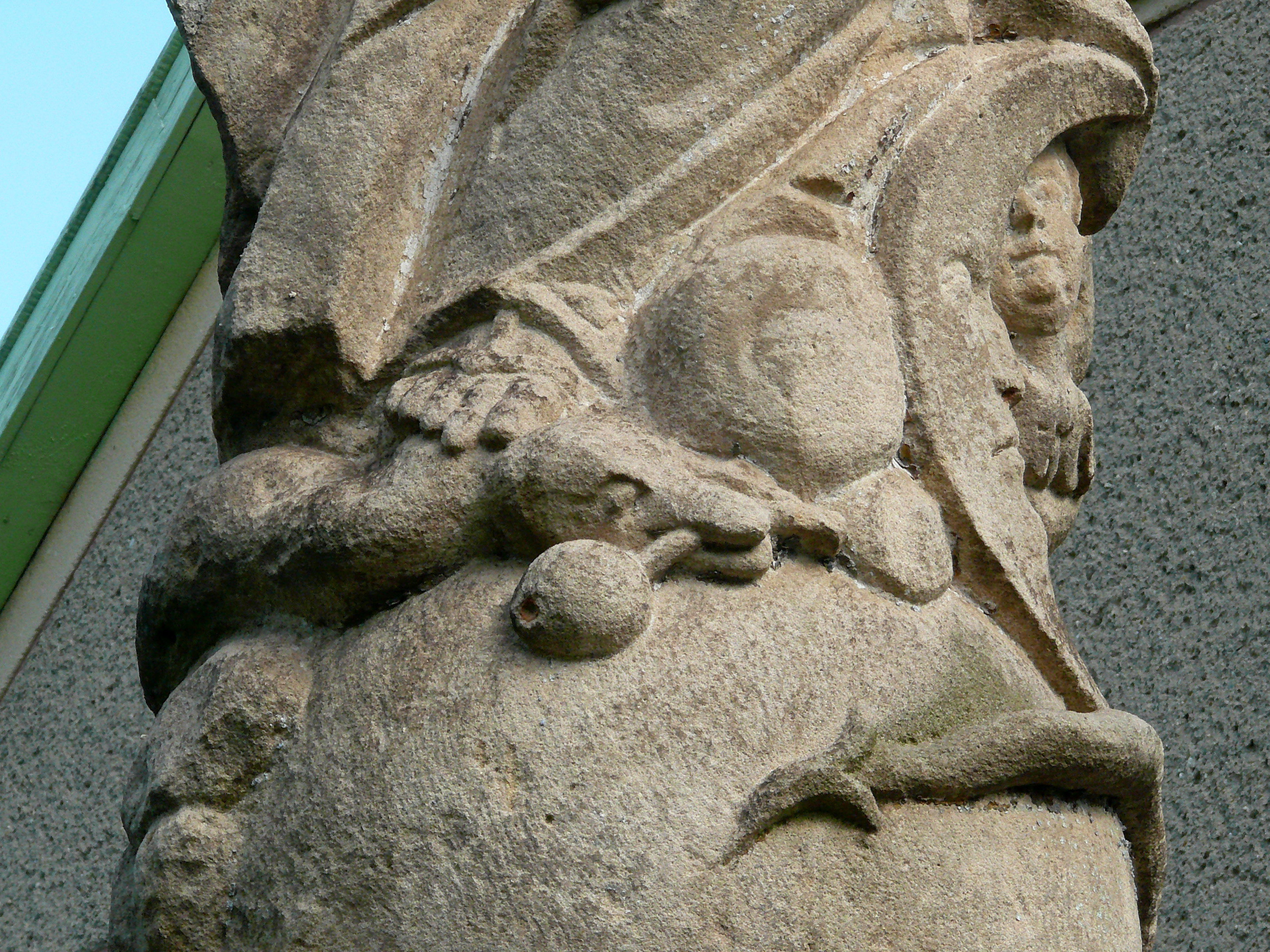
Sousoší Panny Marie Immaculaty, detail
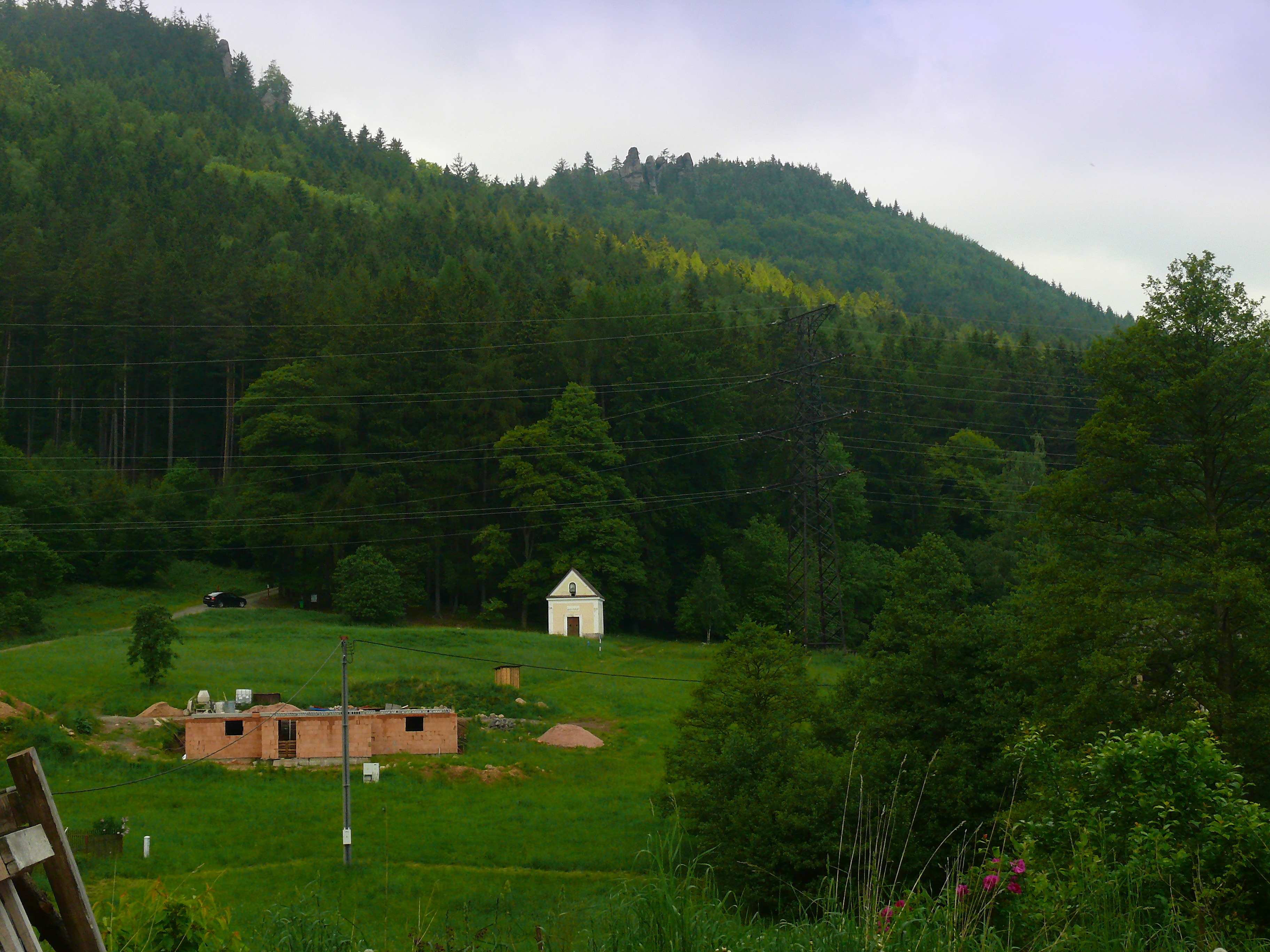
Kaple svaté Anny, umístění v krajině
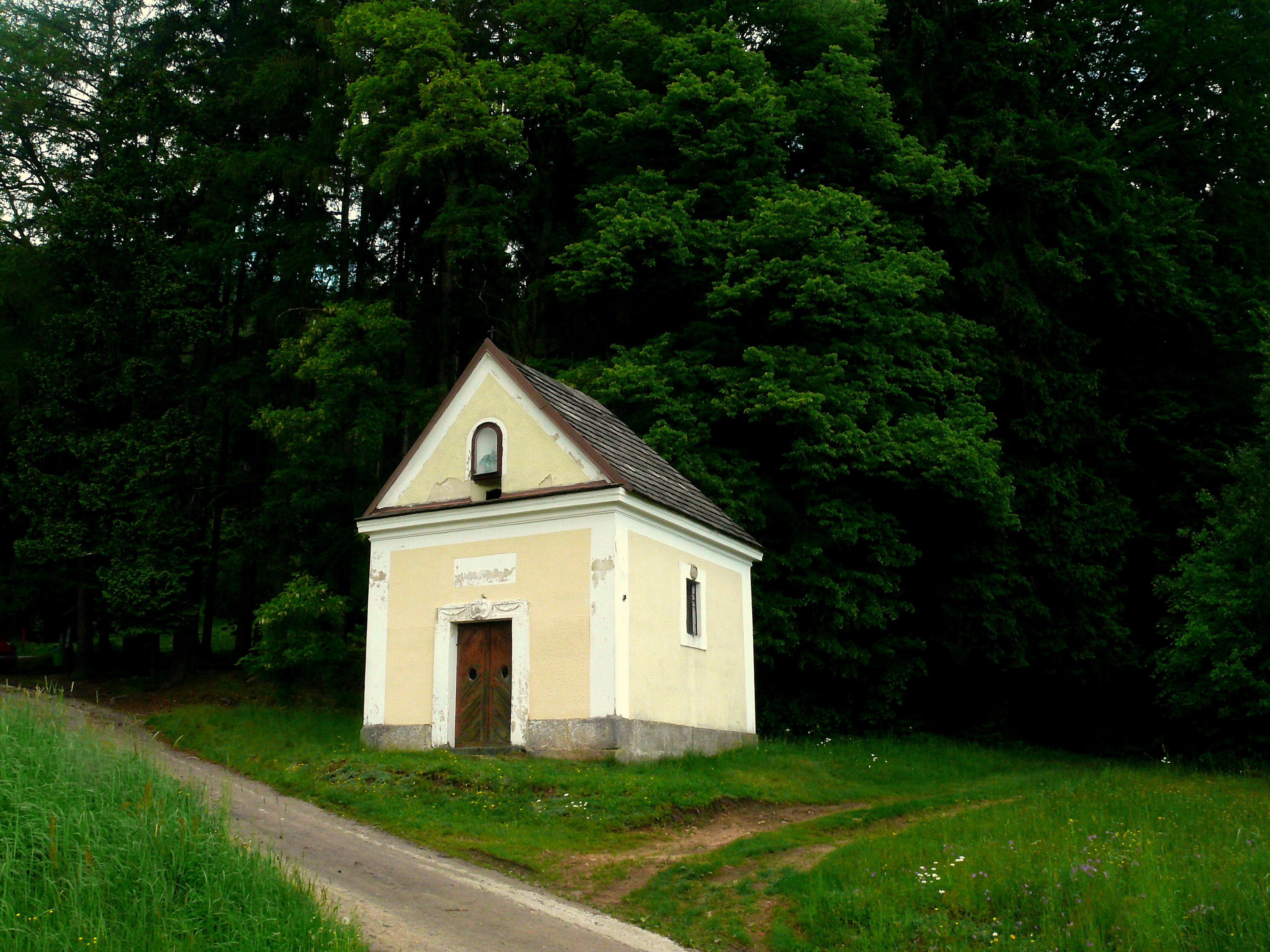
Kaple svaté Anny
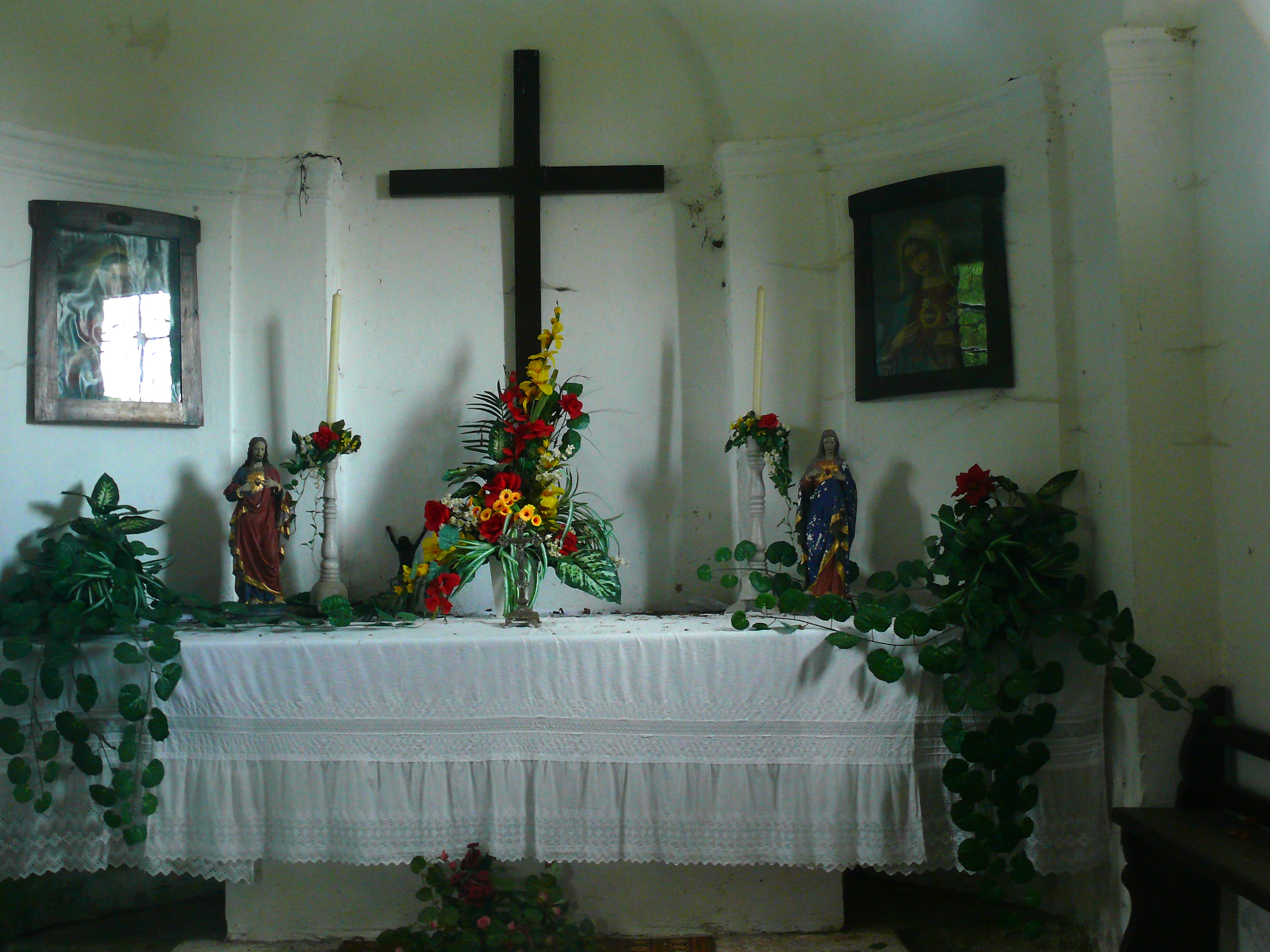
Kaple svaté Anny, interiér
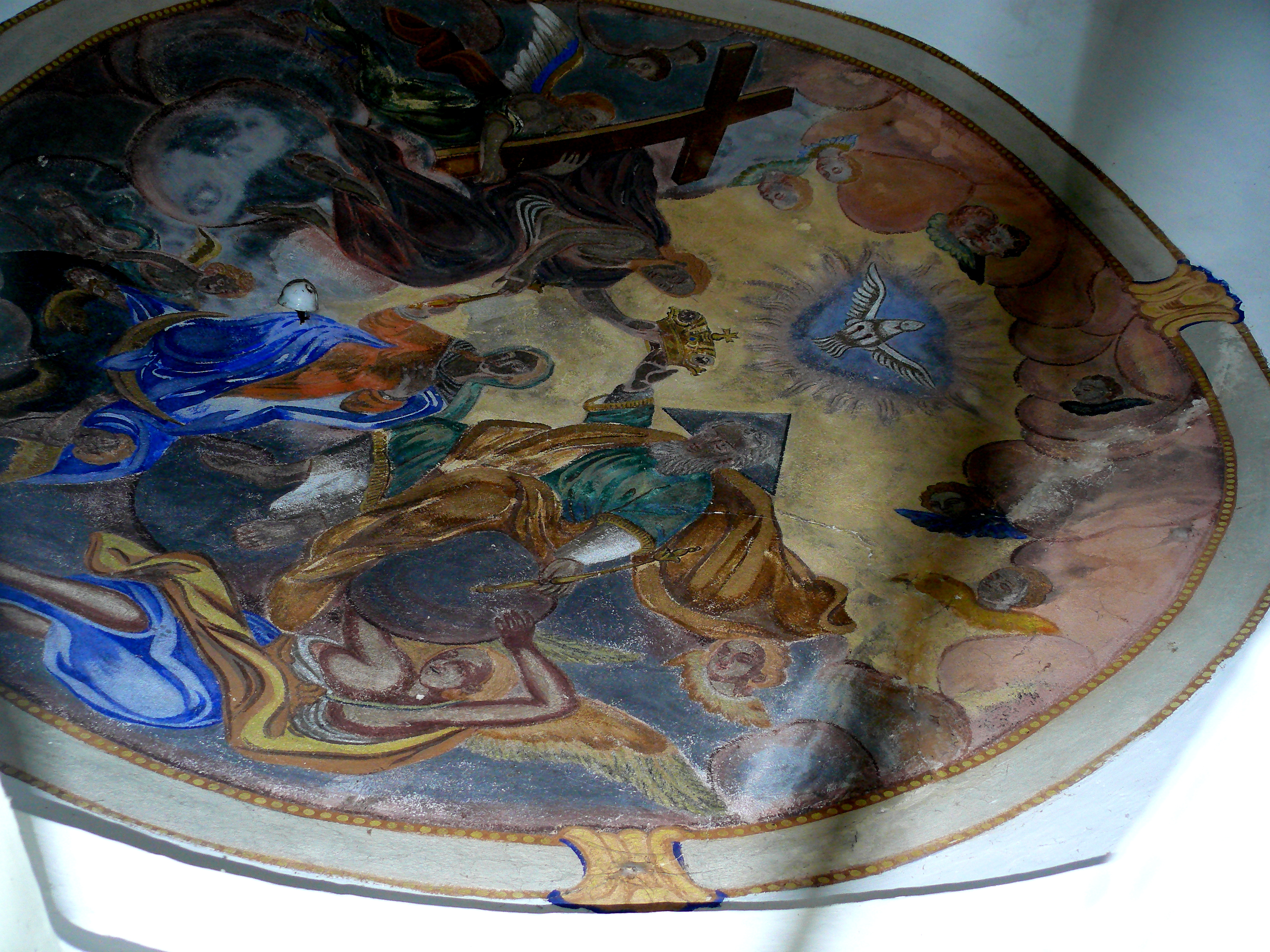
Kaple svaté Anny, interiér: freska
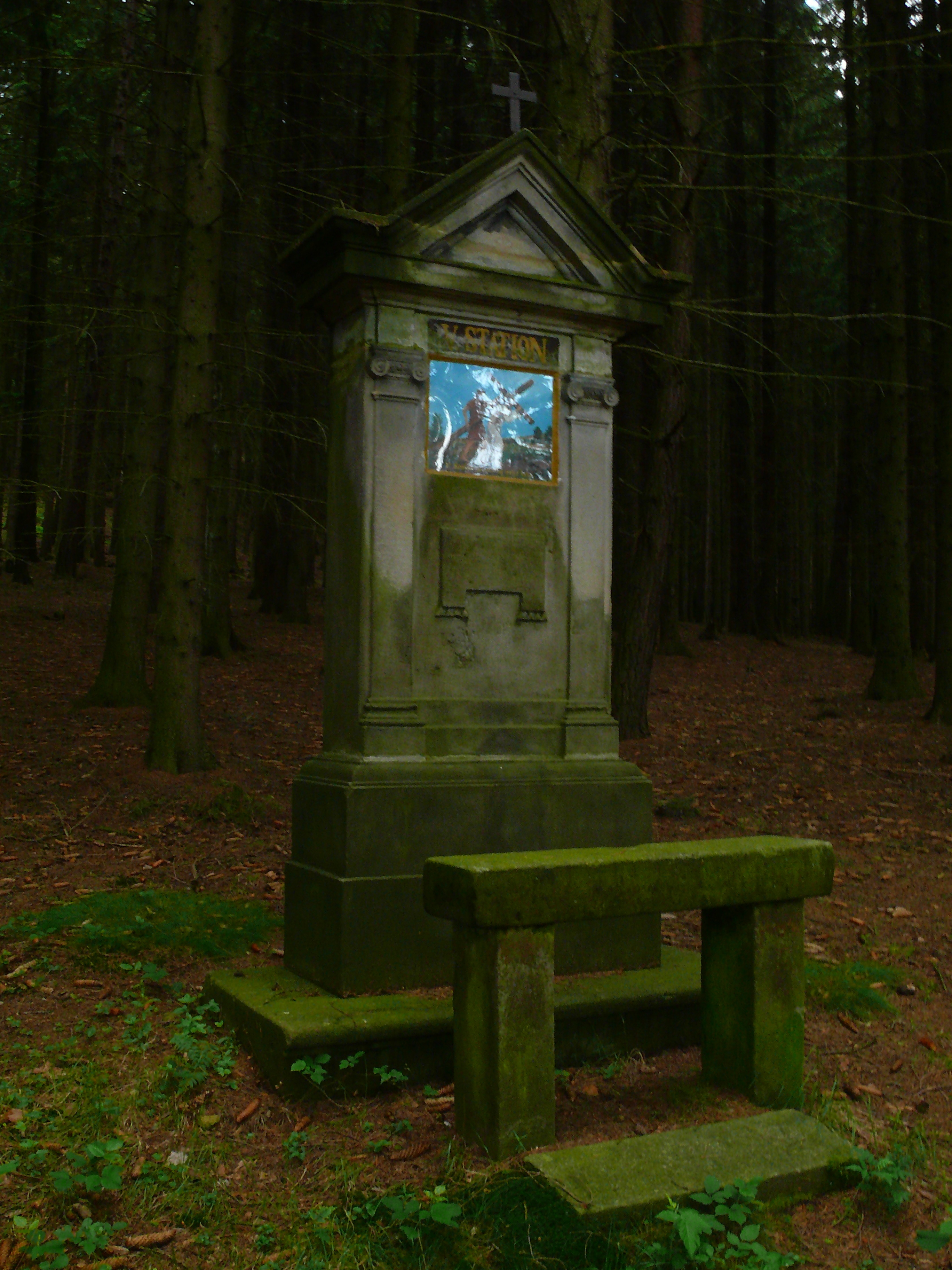
Zastavení křížové cesty
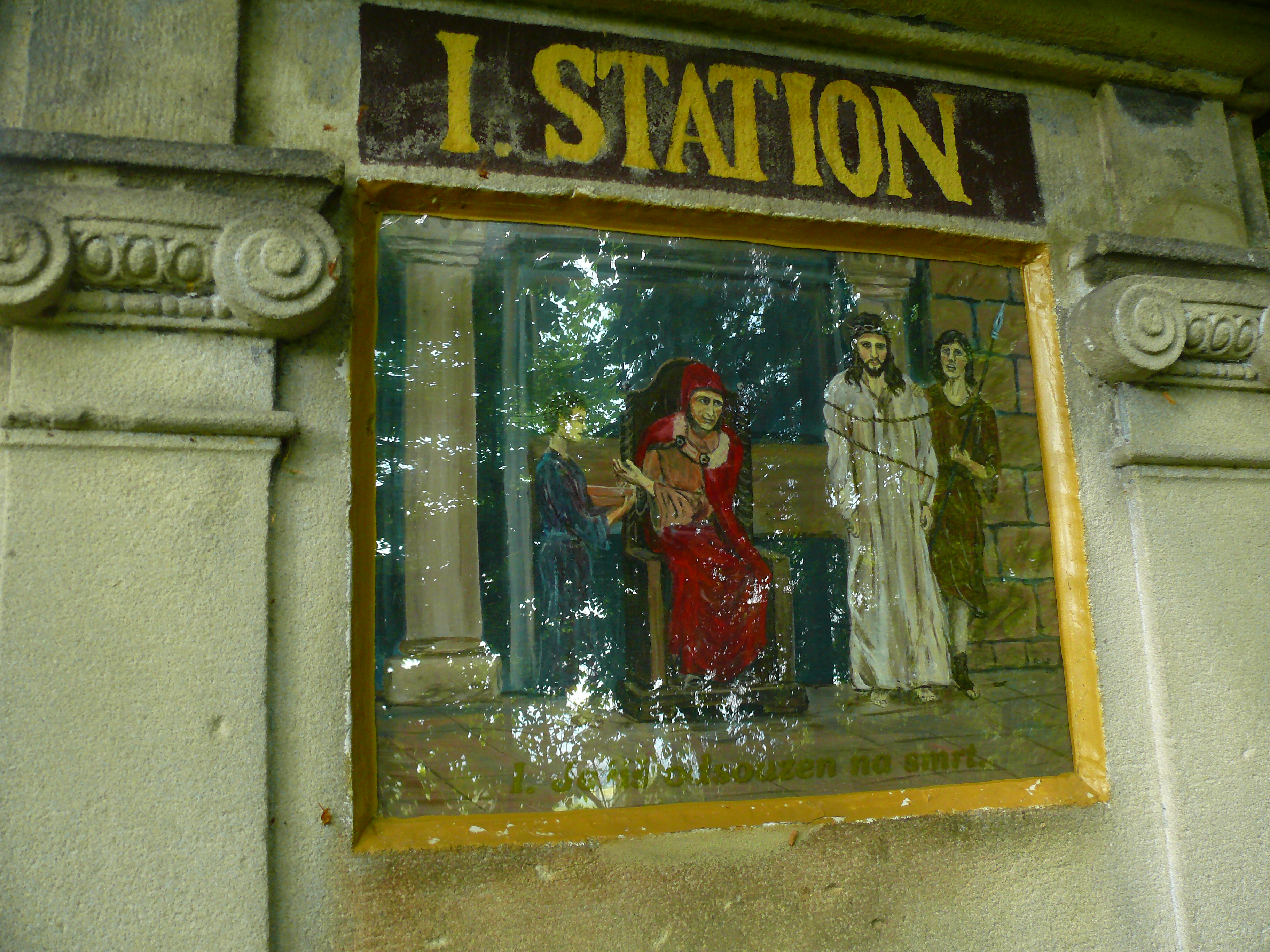
Kaple svaté Anny, detail
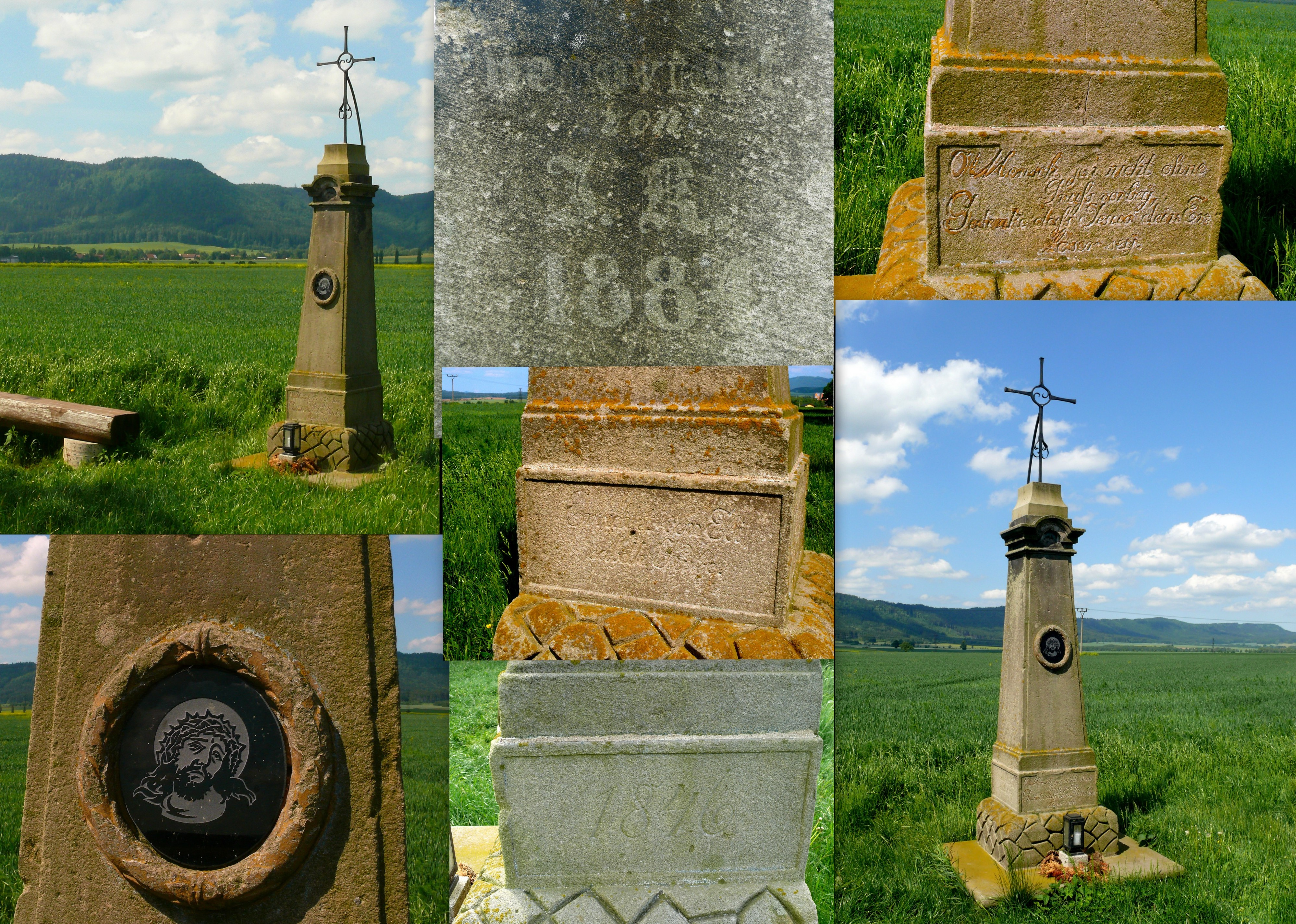
Křížek u letiště
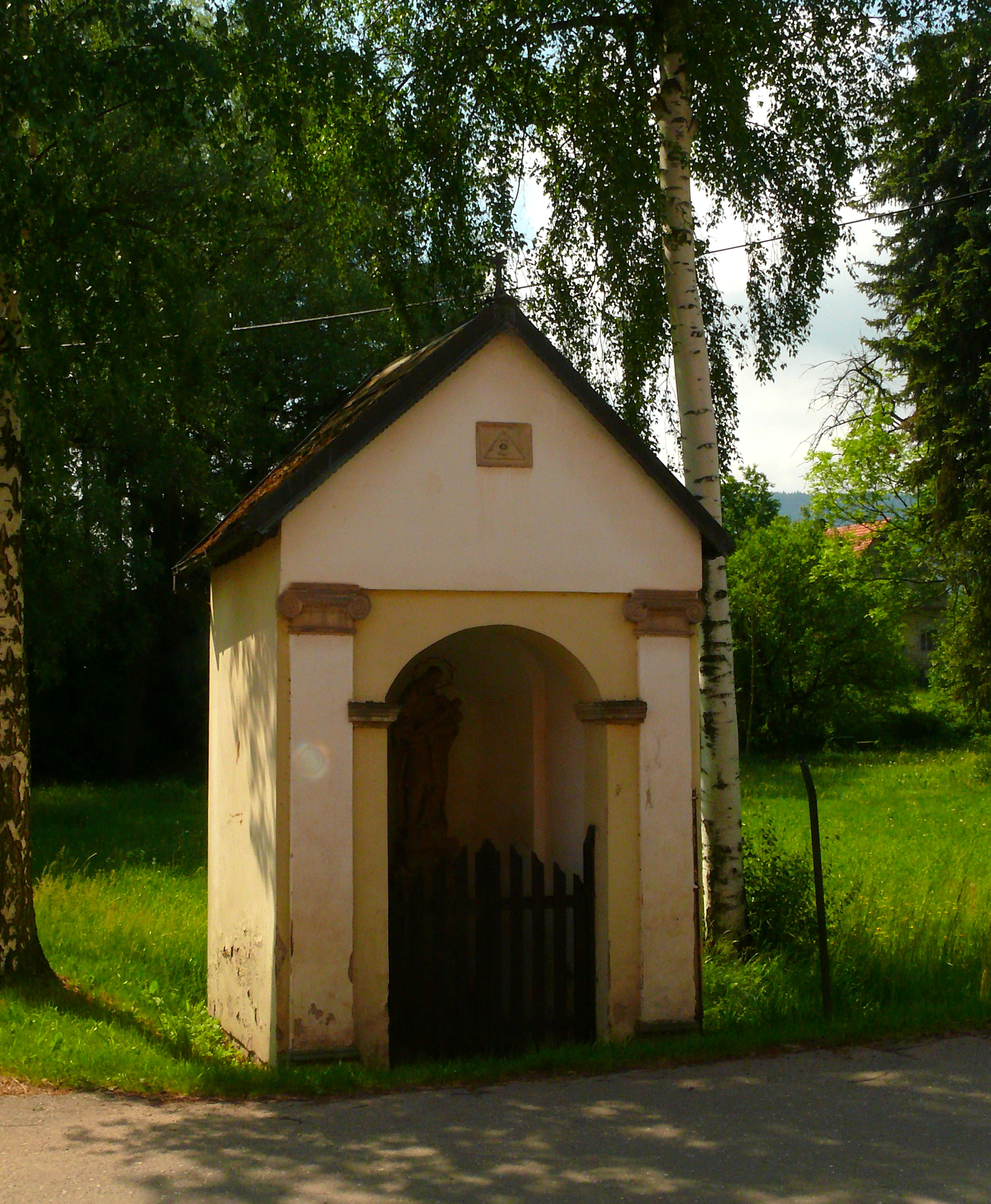
Kaplička se sv. Janem
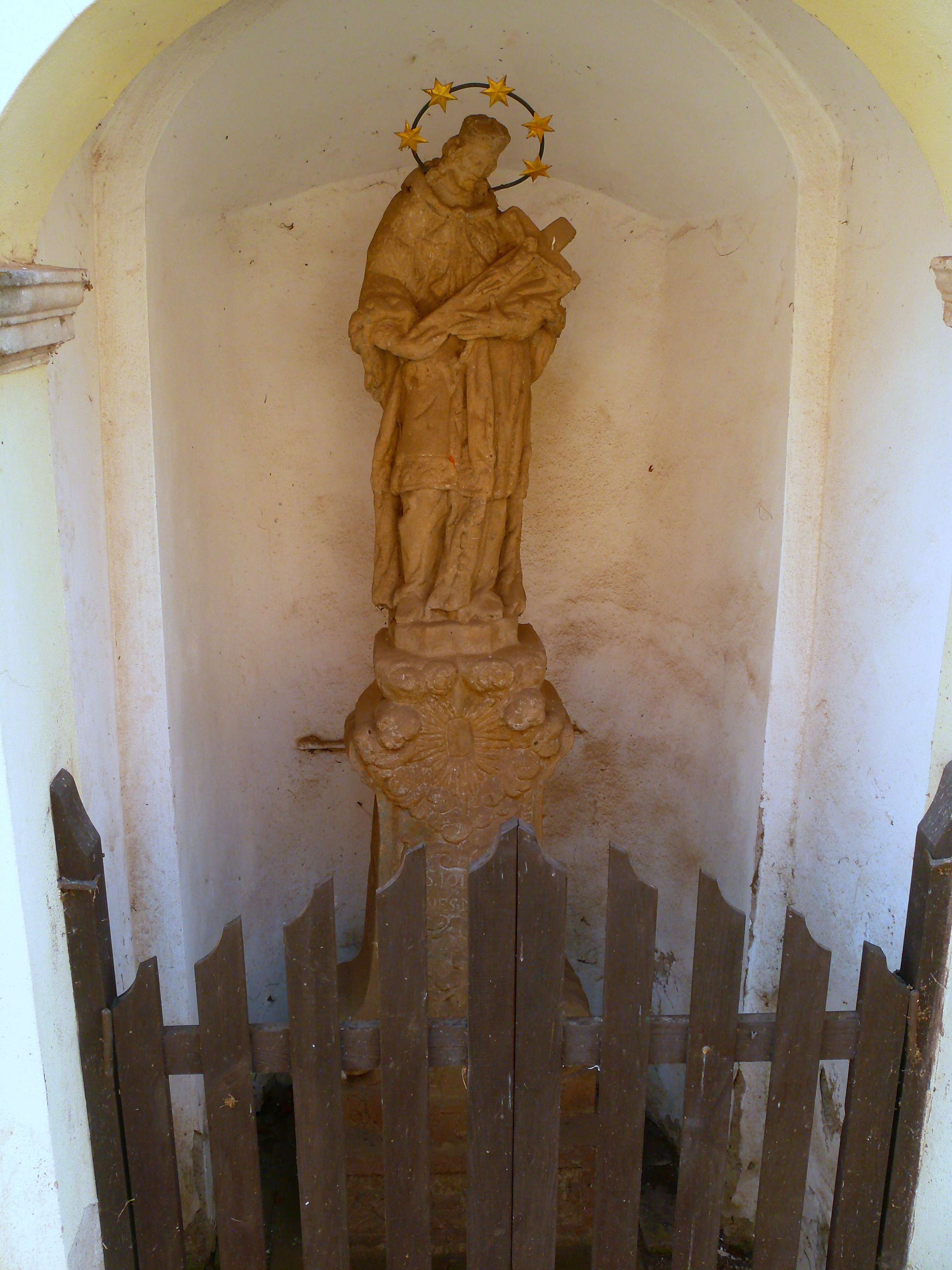
Kaplička se sv. Janem, detail
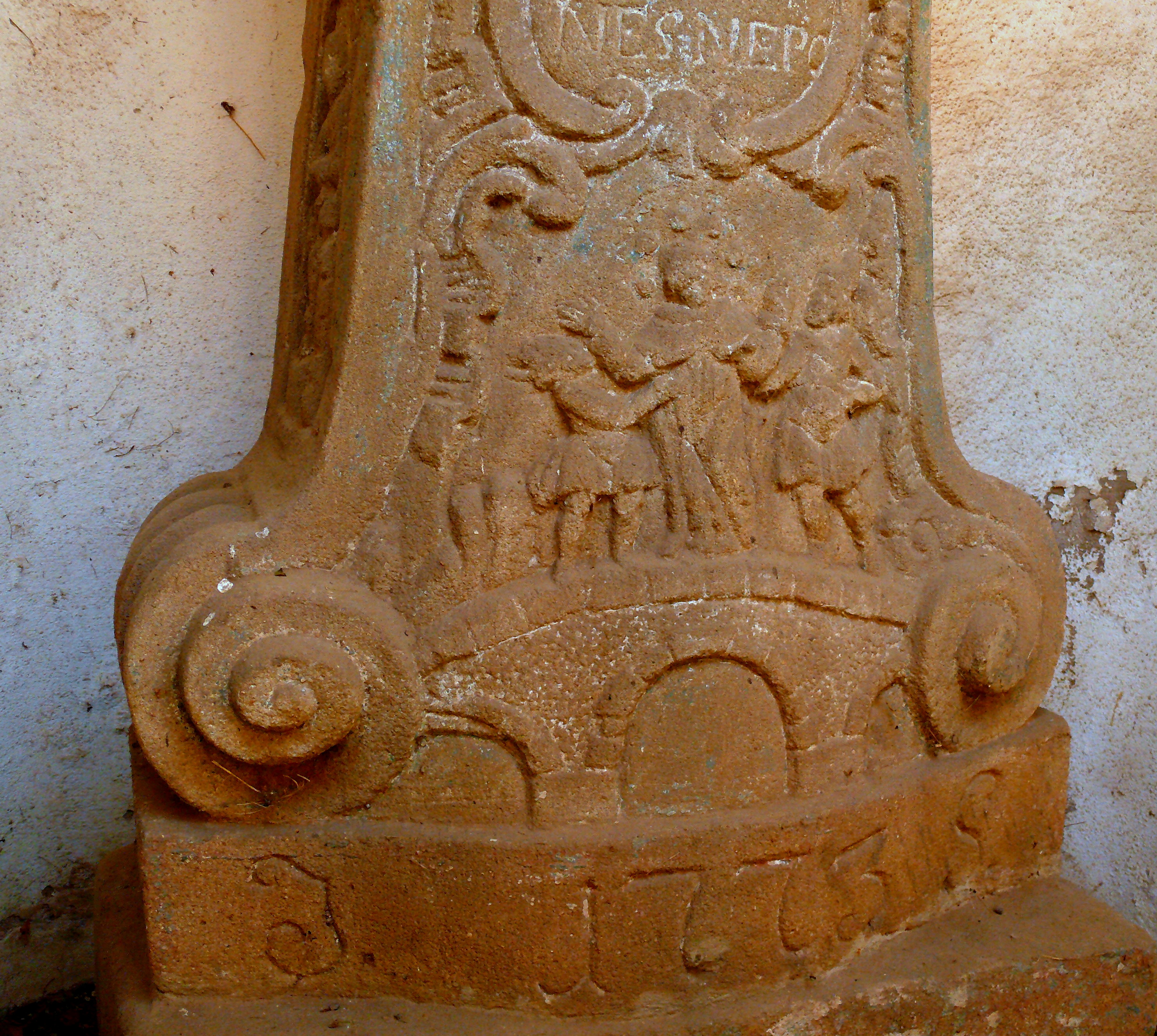
Kaplička se sv. Janem, detail
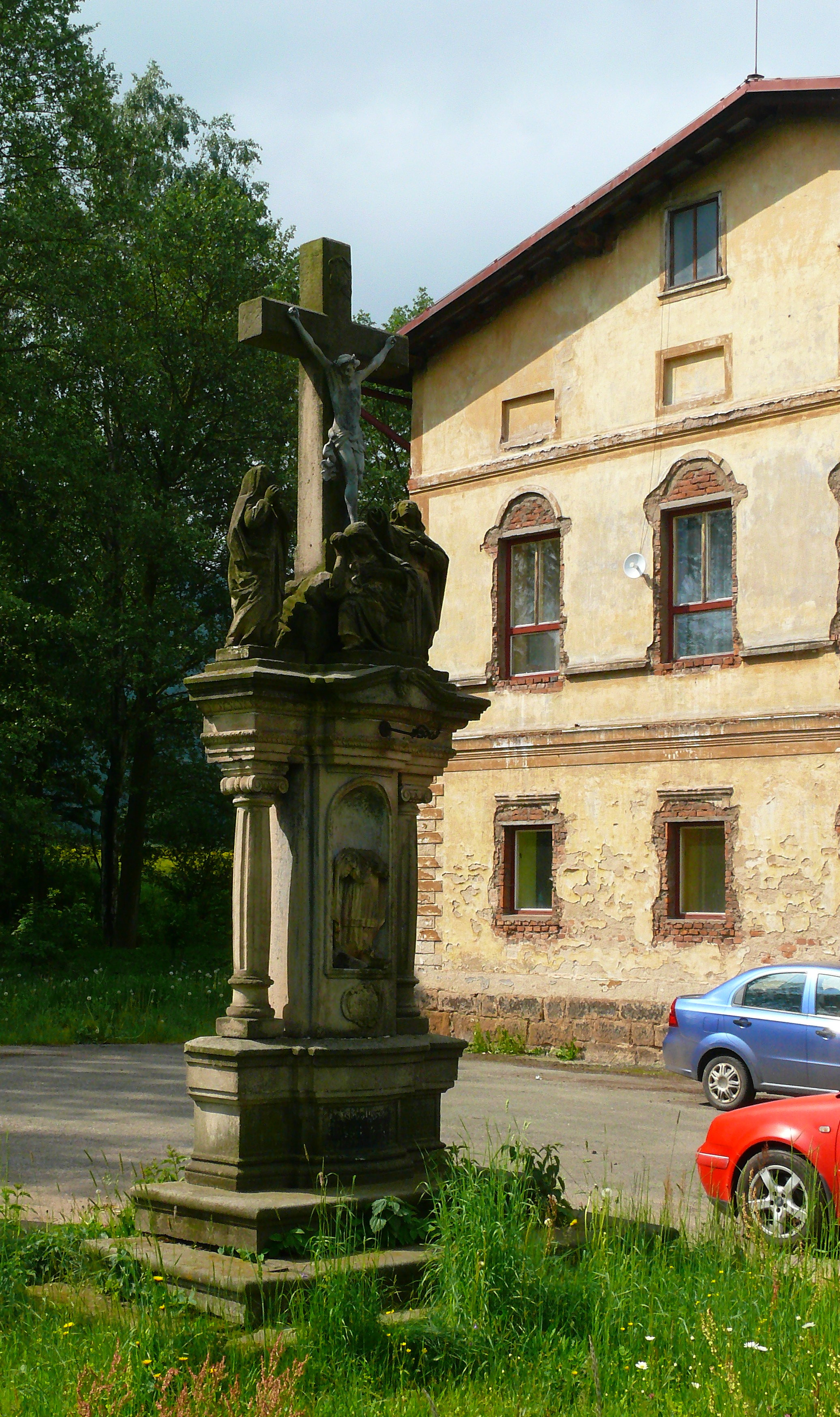
Kříž u domu čp. 88
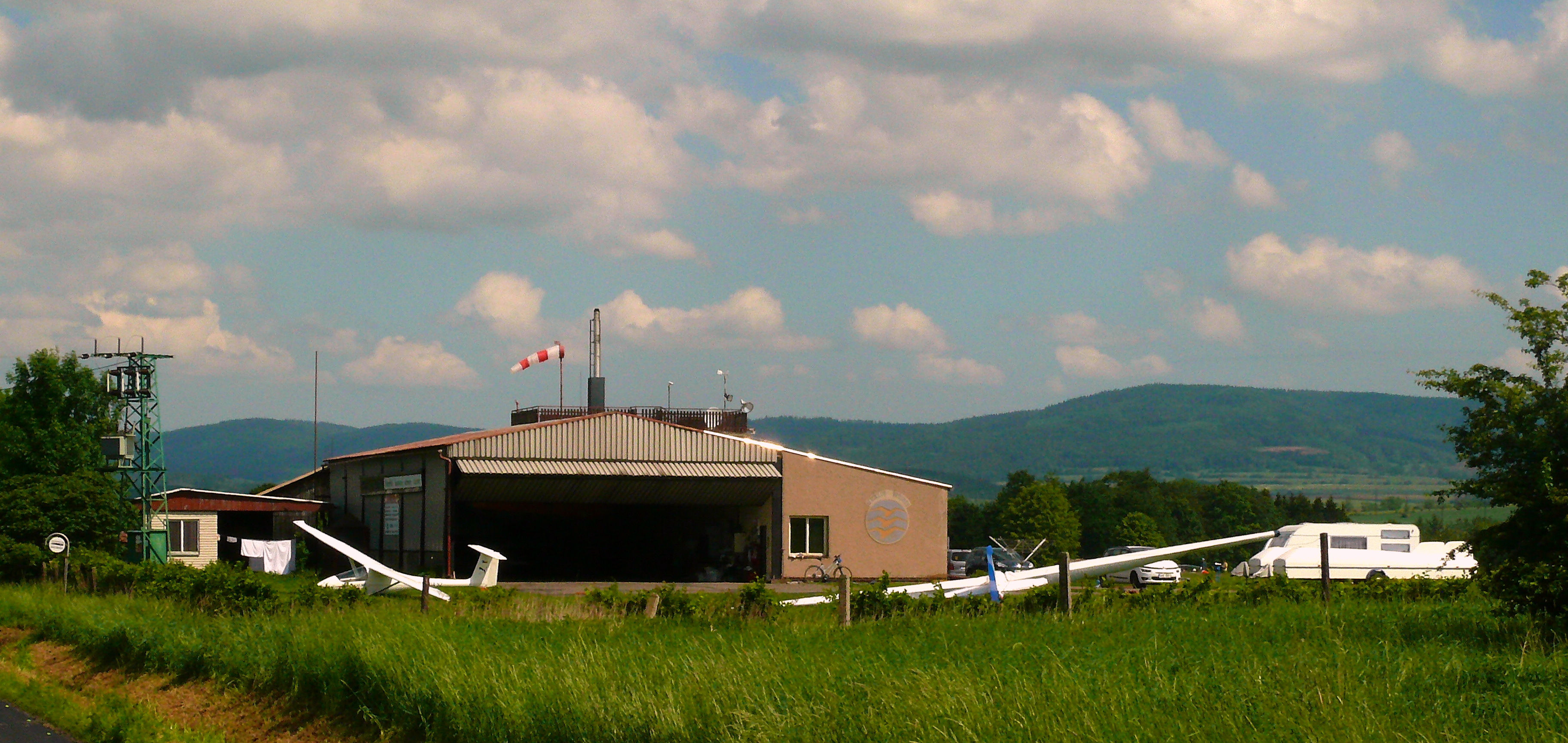
Letiště Broumov